# Sesame Street Counting Cafe
Sesame Street Counting Cafe est un jeu vidéo éducatif sorti en 1994 sur Mega Drive. Le jeu a été développé et édité par Electronic Arts. Il est basé sur l'émission de télévision éducative 1, rue Sésame produite par Children's Television Workshop. Le jeu n'est sorti qu'aux États-Unis.